# 35355 Honzík
35355 Honzík è un asteroide della fascia principale. Scoperto nel 1997, presenta un'orbita caratterizzata da un semiasse maggiore pari a 2,185638 au e da un'eccentricità di 0,052778, inclinata di 3,682148° rispetto all'eclittica. Ha un diametro di 2067 km e un periodo di rotazione di 21 478 ore.